# 13923 Peterhof
13923 Peterhof (1985 UA5) là một tiểu hành tinh vành đai chính được phát hiện ngày 22 tháng 10 năm 1985 bởi L. V. Zhuravleva ở Đài vật lý thiên văn Crimean.